# Chorągiew husarska litewska Lwa Sapiehy

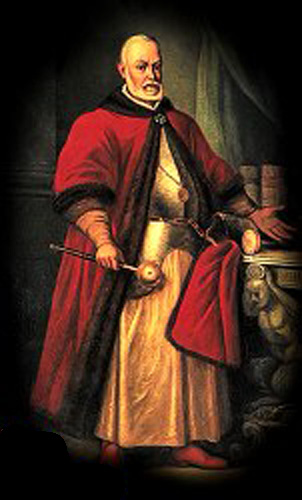
Lew Sapieha

Chorągiew husarska litewska Lwa Sapiehy – chorągiew husarska litewska połowy XVII wieku, okresu wojen ze Szwedami.
Szefem tej chorągwi był Lew Sapieha herbu Lis, wojewoda wileński i hetman wielki litewski.
Chorągiew wzięła udział w wojnie polsko rosyjskiej 1632–1634 w składzie Grupie Krzysztofa Radziwiłła (młodszego). We wrześniu 1633 roku liczyła 200 koni.